# Ракич, Паско
Па́ско Ра́кич, также, Рэки́ш (хорв. Paško Rakić, англ. Pasko Rakic; род. 15 мая 1933, Сербия) — американский нейрофизиолог и нейроанатом югославского происхождения, исследователь процессов развития центральной нервной системы. 
Профессор Йельского университета и директор его Института нейронаук, член Национальной академии наук США (1985) и Национальной медицинской академии США (1999), иностранный член Лондонского королевского общества (2016). Вместе с Томасом Джесселом и Стеном Гриллнером стал лауреатом первой премии Кавли по нейрологии в 2008 году.
Ракич досконально исследовал процесс нейромиграции и построения коры мозга у приматов. Им была обнаружена область мозга, дающая начало будущим кортикальным нейронам, которую он назвал субвентрикулярной зоной.
Президент Общества нейронаук (1995—1996).
Член Национальных Академии наук (1985) и Медицинской академии (1999) США, Американской академии искусств и наук (1994), иностранный член Сербской академии наук и искусств (1985), член-корреспондент Хорватской академии наук и искусств (1990)., член Норвежской академии наук (2008), Европейской академии (2014).
Почётный доктор Загребского университета (1997), Университета Буэнос-Айреса (2011).

## Личная жизнь
Был женат на учёной Патриции Голдман-Ракич (Шуэр), сейчас его супругой является Сандра Биллер. 

## Награды
- 1986 — Премия Карла Спенсера Лешли[англ.]
- 1987 — Медаль Арьёнса Капперса[англ.]
- 1992 — International Prize (Fyssen Foundation)[англ.]
- 2002 — Bristol-Myers Squibb Award[англ.]
- 2002 — Премия Ральфа Джерарда[нем.]
- 2008 — Премия Кавли по неврологии